# Raro EP
Raro EP è un EP del gruppo italiano Il Teatro degli Orrori.
Il disco è stato reso disponibile in free download sul sito del mensile musicale XL.
Si tratta della registrazione di un concerto elettro-acustico tenuto presso l'auditorium di Sant'Umiltà a Faenza, in chiusura del Meeting delle Etichette Indipendenti. Il disco contiene anche due brani già editi (Direzioni diverse e Compagna Teresa) riarrangiati.

## Tracce
1. Die Zeit! (Live) - 8:34
2. Direzioni Diverse (Demo Version) - 3:33
3. Io Ti Aspetto (Live) - 4:14
4. Lettera Aperta al P.C.I. (Live) - 3:16
5. Majakowskij (Live) - 10:24
6. Compagna Teresa (Alternative Version) - 3:43

### Formazione dal vivo
- Pierpaolo Capovilla - voce
- Gionata Mirai - chitarra acustica
- Giulio Favero - chitarra elettrica
- Francesco Valente - batteria
- Richard Tiso - basso
- Kolë Laca - pianoforte
- Nicola Manzan - violino
- Angelo Maria Santisi - violoncello
- Robert Tiso - cristallofono